# Acer taipuense
Acer taipuense là một loài thực vật có hoa trong họ Bồ hòn. Loài này được W.P.Fang mô tả khoa học đầu tiên năm 1966.